# Festival du film de Cabourg 2022
Le Festival du film de Cabourg 2022, 36e édition du festival, se déroule du 15 juin au 19 juin 2022.

## Déroulement et faits marquants
La réalisatrice Diane Kurys est la présidente du jury de cette édition.
Le 19 juin 2022, le palmarès est annoncé : c'est le film On est fait pour s'entendre de Pascal Elbé qui remporte le Swann d'or.

## Jury

### Compétition longs métrages
- Diane Kurys (présidente du jury) : réalisatrice
- Àstrid Bergès-Frisbey : actrice
- Lucas Bravo : acteur
- Michel Fessler : scénariste
- Stéphane De Groodt : acteur
- Sébastien Lifshitz : réalisateur
- Alexandre Mattiussi : créateur
- Julia Piaton : actrice
- Atiq Rahimi : réalisateur
- Sylvie Testud : actrice
- Anamaria Vartolomei : actrice

## Sélection

### Compétition longs métrages
- Deserto Particular de Aly Muritiba  Brésil
- Dodo de Pános Koútras  Grèce
- El agua de Elena López Riera  Suisse  Espagne  France
- Imagine de Ali Behrad  Iran
- Nelly & Nadine de Magnus Gertten  Suède  Belgique  Norvège
- The Albanian Virgin de Bujar Alimani  Albanie

### Panorama
- Close de Lukas Dhont  Belgique  France  Pays-Bas
- De folies en folies de Caroline Bottaro  France  Belgique
- I Love Greece de Nafsika Guerry-Karamaounas  France  Grèce
- L'Innocent de Louis Garrel  France
- La Petite Bande de Pierre Salvadori  France
- La Romancière de Hong Sang-soo  Corée du Sud
- Le Soleil de trop près de Brieuc Carnaille  France
- Les Goûts et les Couleurs de Michel Leclerc  France
- Mi iubita, mon amour de Noémie Merlant  France
- Maria rêve de Lauriane Escaffre et Yvo Muller  France
- Nos Soleils de Carla Simón  Espagne
- Plus que jamais de Emily Atef  France  Norvège  Royaume-Uni
- Sous les figues de Erige Sehiri  Tunisie  France
- Amants super-héroïques de Paolo Genovese  Italie
- Un beau matin de Mia Hansen-Løve  France
- Une comédie romantique de Thibault Segouin  France

### Ciné Swann
- Fragile de Emma Benestan  France
- Les Jeunes Amants de Carine Tardieu  France  Belgique
- Les Olympiades de Jacques Audiard  France
- Mes frères et moi de Yohan Manca  France
- On est fait pour s'entendre de Pascal Elbé  France
- Petite Nature de Samuel Theis  France
- Une jeune fille qui va bien de Sandrine Kiberlain  France
- Vous ne désirez que moi de Claire Simon  France

### Film de clôture
- Chronique d'une liaison passagère de Emmanuel Mouret  France

## Palmarès
- Grand Prix du jury : Nelly & Nadine de Magnus Gertten
- Grand Prix du public : Maria rêve de Lauriane Escaffre et Yvo Muller
- Prix de la jeunesse : Nelly & Nadine de Magnus Gertten
- Swann du meilleur film : On est fait pour s'entendre de Pascal Elbé
- Swann du meilleur réalisateur : Carine Tardieu pour Les Jeunes Amants
- Swann d'or de la meilleure actrice : Fanny Ardant pour Les Jeunes Amants
- Swann d'or du meilleur acteur : Swann Arlaud pour Vous ne désirez que moi
- Swann du meilleur premier film : Une jeune fille qui va bien de Sandrine Kiberlain
- Révélation féminine : Rebecca Marder pour Une jeune fille qui va bien
- Révélation masculine (ex-æquo) : Yasin Houicha pour Fragile et Thimotée Robart pour Les Magnétiques
- Prix Gonzague Saint Bris du meilleur scénario adapté d'une œuvre littéraire : Serre moi fort de Mathieu Amalric